# Lista di asteroidi (338001-339000)
Di seguito una lista di asteroidi dal numero 338001 al 339000 con data di scoperta e scopritore.

## 338001-338100
| Nome     | Designazione provvisoria | Data di scoperta  | Scopritore                                    |
| -------- | ------------------------ | ----------------- | --------------------------------------------- |
| 338001 - | 2002 EK33                | 11 marzo 2002     | NEAT                                          |
| 338002 - | 2002 EX50                | 12 marzo 2002     | NEAT                                          |
| 338003 - | 2002 EK62                | 13 marzo 2002     | LINEAR                                        |
| 338004 - | 2002 EA73                | 13 marzo 2002     | LINEAR                                        |
| 338005 - | 2002 EO81                | 13 marzo 2002     | NEAT                                          |
| 338006 - | 2002 EN106               | 9 marzo 2002      | LONEOS                                        |
| 338007 - | 2002 EH111               | 9 marzo 2002      | LONEOS                                        |
| 338008 - | 2002 EU114               | 10 marzo 2002     | Spacewatch                                    |
| 338009 - | 2002 ED130               | 12 marzo 2002     | LONEOS                                        |
| 338010 - | 2002 EH140               | 12 marzo 2002     | NEAT                                          |
| 338011 - | 2002 EE143               | 12 marzo 2002     | NEAT                                          |
| 338012 - | 2002 EL147               | 15 marzo 2002     | NEAT                                          |
| 338013 - | 2002 EN161               | 6 marzo 2002      | NEAT                                          |
| 338014 - | 2002 ES162               | 14 marzo 2002     | NEAT                                          |
| 338015 - | 2002 FE20                | 18 marzo 2002     | NEAT                                          |
| 338016 - | 2002 FT21                | 19 marzo 2002     | LONEOS                                        |
| 338017 - | 2002 FA30                | 20 marzo 2002     | Spacewatch                                    |
| 338018 - | 2002 FM41                | 16 marzo 2002     | Spacewatch                                    |
| 338019 - | 2002 GT5                 | 15 marzo 2002     | Uppsala-DLR Asteroid Survey                   |
| 338020 - | 2002 GA47                | 4 aprile 2002     | NEAT                                          |
| 338021 - | 2002 GZ60                | 8 aprile 2002     | NEAT                                          |
| 338022 - | 2002 GV68                | 8 aprile 2002     | NEAT                                          |
| 338023 - | 2002 GS93                | 9 aprile 2002     | LINEAR                                        |
| 338024 - | 2002 GX99                | 10 aprile 2002    | LINEAR                                        |
| 338025 - | 2002 GU135               | 12 aprile 2002    | LINEAR                                        |
| 338026 - | 2002 GR145               | 12 aprile 2002    | LINEAR                                        |
| 338027 - | 2002 GV148               | 14 aprile 2002    | LINEAR                                        |
| 338028 - | 2002 GQ152               | 12 aprile 2002    | NEAT                                          |
| 338029 - | 2002 GF164               | 14 aprile 2002    | NEAT                                          |
| 338030 - | 2002 GH172               | 10 aprile 2002    | LINEAR                                        |
| 338031 - | 2002 GJ179               | 10 aprile 2002    | NEAT                                          |
| 338032 - | 2002 GZ180               | 13 aprile 2002    | NEAT                                          |
| 338033 - | 2002 HW5                 | 18 aprile 2002    | Spacewatch                                    |
| 338034 - | 2002 JK30                | 9 maggio 2002     | LINEAR                                        |
| 338035 - | 2002 JL53                | 9 maggio 2002     | LINEAR                                        |
| 338036 - | 2002 JN58                | 9 maggio 2002     | LINEAR                                        |
| 338037 - | 2002 JH70                | 7 maggio 2002     | LINEAR                                        |
| 338038 - | 2002 JA77                | 11 maggio 2002    | LINEAR                                        |
| 338039 - | 2002 JO81                | 11 maggio 2002    | LINEAR                                        |
| 338040 - | 2002 JD85                | 11 maggio 2002    | LINEAR                                        |
| 338041 - | 2002 JW149               | 7 maggio 2002     | NEAT                                          |
| 338042 - | 2002 LS                  | 1º giugno 2002    | LINEAR                                        |
| 338043 - | 2002 LZ                  | 17 marzo 2002     | Spacewatch                                    |
| 338044 - | 2002 LD10                | 5 giugno 2002     | LINEAR                                        |
| 338045 - | 2002 LM63                | 12 giugno 2002    | NEAT                                          |
| 338046 - | 2002 LP63                | 12 giugno 2002    | NEAT                                          |
| 338047 - | 2002 NP                  | 4 luglio 2002     | Spacewatch                                    |
| 338048 - | 2002 NL6                 | 11 luglio 2002    | CINEOS                                        |
| 338049 - | 2002 NY31                | 15 luglio 2002    | NEAT                                          |
| 338050 - | 2002 NR54                | 5 luglio 2002     | LINEAR                                        |
| 338051 - | 2002 NY69                | 14 luglio 2002    | NEAT                                          |
| 338052 - | 2002 NE74                | 14 luglio 2002    | NEAT                                          |
| 338053 - | 2002 NK74                | 5 luglio 2002     | NEAT                                          |
| 338054 - | 2002 NN77                | 17 gennaio 2005   | Spacewatch                                    |
| 338055 - | 2002 NU77                | 2 aprile 2006     | Spacewatch                                    |
| 338056 - | 2002 NF78                | 27 ottobre 2003   | Spacewatch                                    |
| 338057 - | 2002 NN78                | 13 giugno 2005    | Mt. Lemmon Survey                             |
| 338058 - | 2002 NQ79                | 20 luglio 2002    | NEAT                                          |
| 338059 - | 2002 NW79                | 2 febbraio 2005   | Spacewatch                                    |
| 338060 - | 2002 OS24                | 29 luglio 2002    | Hoenig, S. F.                                 |
| 338061 - | 2002 OD27                | 21 luglio 2002    | NEAT                                          |
| 338062 - | 2002 OF30                | 21 luglio 2002    | NEAT                                          |
| 338063 - | 2002 OF32                | 18 luglio 2002    | NEAT                                          |
| 338064 - | 2002 OF35                | 9 marzo 2005      | Spacewatch                                    |
| 338065 - | 2002 OJ36                | 13 marzo 2008     | Spacewatch                                    |
| 338066 - | 2002 PV12                | 5 agosto 2002     | NEAT                                          |
| 338067 - | 2002 PT13                | 6 agosto 2002     | NEAT                                          |
| 338068 - | 2002 PN16                | 6 agosto 2002     | NEAT                                          |
| 338069 - | 2002 PR16                | 6 agosto 2002     | NEAT                                          |
| 338070 - | 2002 PV20                | 6 agosto 2002     | NEAT                                          |
| 338071 - | 2002 PJ27                | 6 agosto 2002     | NEAT                                          |
| 338072 - | 2002 PM32                | 6 agosto 2002     | NEAT                                          |
| 338073 - | 2002 PY38                | 6 agosto 2002     | NEAT                                          |
| 338074 - | 2002 PA39                | 6 agosto 2002     | NEAT                                          |
| 338075 - | 2002 PM55                | 9 agosto 2002     | LINEAR                                        |
| 338076 - | 2002 PW61                | 8 agosto 2002     | NEAT                                          |
| 338077 - | 2002 PA85                | 10 agosto 2002    | LINEAR                                        |
| 338078 - | 2002 PA106               | 12 agosto 2002    | LINEAR                                        |
| 338079 - | 2002 PB107               | 12 agosto 2002    | LINEAR                                        |
| 338080 - | 2002 PK107               | 12 agosto 2002    | NEAT                                          |
| 338081 - | 2002 PC114               | 13 agosto 2002    | Spacewatch                                    |
| 338082 - | 2002 PU118               | 13 agosto 2002    | LONEOS                                        |
| 338083 - | 2002 PF119               | 13 agosto 2002    | LONEOS                                        |
| 338084 - | 2002 PP135               | 14 agosto 2002    | LINEAR                                        |
| 338085 - | 2002 PH141               | 11 agosto 2002    | LINEAR                                        |
| 338086 - | 2002 PM169               | 8 agosto 2002     | NEAT                                          |
| 338087 - | 2002 PC174               | 8 agosto 2002     | NEAT                                          |
| 338088 - | 2002 PH174               | 12 agosto 2002    | NEAT                                          |
| 338089 - | 2002 PK176               | 7 agosto 2002     | NEAT                                          |
| 338090 - | 2002 PM177               | 8 agosto 2002     | NEAT                                          |
| 338091 - | 2002 PB179               | 15 agosto 2002    | NEAT                                          |
| 338092 - | 2002 PJ182               | 8 agosto 2002     | NEAT                                          |
| 338093 - | 2002 PE184               | 13 agosto 2002    | Lowell Observatory Near-Earth Asteroid Survey |
| 338094 - | 2002 PP186               | 11 agosto 2002    | NEAT                                          |
| 338095 - | 2002 PT186               | 11 agosto 2002    | NEAT                                          |
| 338096 - | 2002 PC187               | 11 agosto 2002    | NEAT                                          |
| 338097 - | 2002 PP187               | 15 agosto 2002    | NEAT                                          |
| 338098 - | 2002 PO188               | 8 agosto 2002     | NEAT                                          |
| 338099 - | 2002 PU189               | 8 agosto 2002     | NEAT                                          |
| 338100 - | 2002 PY189               | 10 settembre 2007 | Mt. Lemmon Survey                             |

## 338101-338200
| Nome     | Designazione provvisoria | Data di scoperta  | Scopritore        |
| -------- | ------------------------ | ----------------- | ----------------- |
| 338101 - | 2002 PD196               | 11 aprile 2008    | Mt. Lemmon Survey |
| 338102 - | 2002 PQ197               | 7 aprile 2008     | Spacewatch        |
| 338103 - | 2002 PV197               | 25 ottobre 2003   | Spacewatch        |
| 338104 - | 2002 PP200               | 20 novembre 2003  | Spacewatch        |
| 338105 - | 2002 PE201               | 23 aprile 2001    | LINEAR            |
| 338106 - | 2002 QH7                 | 16 agosto 2002    | NEAT              |
| 338107 - | 2002 QS14                | 26 agosto 2002    | NEAT              |
| 338108 - | 2002 QQ26                | 29 agosto 2002    | Spacewatch        |
| 338109 - | 2002 QJ31                | 29 agosto 2002    | NEAT              |
| 338110 - | 2002 QW46                | 30 agosto 2002    | NEAT              |
| 338111 - | 2002 QD48                | 27 agosto 2002    | Hoenig, S. F.     |
| 338112 - | 2002 QJ53                | 17 agosto 2002    | Lowe, A.          |
| 338113 - | 2002 QJ55                | 29 agosto 2002    | Hoenig, S. F.     |
| 338114 - | 2002 QG56                | 29 agosto 2002    | Hoenig, S. F.     |
| 338115 - | 2002 QE58                | 17 agosto 2002    | Lowe, A.          |
| 338116 - | 2002 QP62                | 28 agosto 2002    | NEAT              |
| 338117 - | 2002 QK63                | 28 agosto 2002    | NEAT              |
| 338118 - | 2002 QZ69                | 28 agosto 2002    | NEAT              |
| 338119 - | 2002 QU70                | 18 agosto 2002    | NEAT              |
| 338120 - | 2002 QY70                | 17 agosto 2002    | NEAT              |
| 338121 - | 2002 QZ73                | 19 agosto 2002    | NEAT              |
| 338122 - | 2002 QE74                | 28 agosto 2002    | NEAT              |
| 338123 - | 2002 QC78                | 27 agosto 2002    | NEAT              |
| 338124 - | 2002 QV81                | 19 agosto 2002    | NEAT              |
| 338125 - | 2002 QQ83                | 17 agosto 2002    | NEAT              |
| 338126 - | 2002 QD87                | 19 agosto 2002    | NEAT              |
| 338127 - | 2002 QA89                | 27 agosto 2002    | NEAT              |
| 338128 - | 2002 QU89                | 12 agosto 2002    | NEAT              |
| 338129 - | 2002 QL90                | 19 agosto 2002    | NEAT              |
| 338130 - | 2002 QP90                | 28 agosto 2002    | NEAT              |
| 338131 - | 2002 QW90                | 30 agosto 2002    | NEAT              |
| 338132 - | 2002 QS93                | 18 agosto 2002    | NEAT              |
| 338133 - | 2002 QX96                | 18 agosto 2002    | NEAT              |
| 338134 - | 2002 QE98                | 18 agosto 2002    | NEAT              |
| 338135 - | 2002 QP100               | 19 agosto 2002    | NEAT              |
| 338136 - | 2002 QE101               | 30 agosto 2002    | NEAT              |
| 338137 - | 2002 QR107               | 27 agosto 2002    | NEAT              |
| 338138 - | 2002 QF108               | 17 agosto 2002    | NEAT              |
| 338139 - | 2002 QU108               | 17 agosto 2002    | NEAT              |
| 338140 - | 2002 QE110               | 27 agosto 2002    | NEAT              |
| 338141 - | 2002 QG115               | 19 agosto 2002    | NEAT              |
| 338142 - | 2002 QK115               | 18 agosto 2002    | NEAT              |
| 338143 - | 2002 QU115               | 18 agosto 2002    | NEAT              |
| 338144 - | 2002 QA117               | 26 agosto 2002    | NEAT              |
| 338145 - | 2002 QU120               | 30 agosto 2002    | NEAT              |
| 338146 - | 2002 QA126               | 17 agosto 2002    | NEAT              |
| 338147 - | 2002 QE127               | 29 agosto 2002    | NEAT              |
| 338148 - | 2002 QO128               | 29 agosto 2002    | NEAT              |
| 338149 - | 2002 QP128               | 29 agosto 2002    | NEAT              |
| 338150 - | 2002 QY129               | 31 dicembre 2008  | Spacewatch        |
| 338151 - | 2002 QX131               | 30 agosto 2002    | NEAT              |
| 338152 - | 2002 QS132               | 27 agosto 2002    | NEAT              |
| 338153 - | 2002 QP136               | 26 agosto 2002    | NEAT              |
| 338154 - | 2002 QN142               | 12 settembre 2007 | Chante-Perdrix    |
| 338155 - | 2002 QU146               | 12 settembre 2007 | Mt. Lemmon Survey |
| 338156 - | 2002 QG147               | 30 aprile 2006    | Spacewatch        |
| 338157 - | 2002 QZ149               | 6 ottobre 2007    | LINEAR            |
| 338158 - | 2002 QX150               | 28 novembre 2006  | Mt. Lemmon Survey |
| 338159 - | 2002 RY                  | 3 settembre 2002  | NEAT              |
| 338160 - | 2002 RP2                 | 4 settembre 2002  | LONEOS            |
| 338161 - | 2002 RH6                 | 1º settembre 2002 | NEAT              |
| 338162 - | 2002 RL15                | 4 settembre 2002  | LONEOS            |
| 338163 - | 2002 RT22                | 4 settembre 2002  | LONEOS            |
| 338164 - | 2002 RP35                | 5 settembre 2002  | LONEOS            |
| 338165 - | 2002 RR66                | 3 settembre 2002  | NEAT              |
| 338166 - | 2002 RZ66                | 3 settembre 2002  | NEAT              |
| 338167 - | 2002 RR69                | 4 settembre 2002  | LONEOS            |
| 338168 - | 2002 RX77                | 5 settembre 2002  | LINEAR            |
| 338169 - | 2002 RP78                | 30 agosto 2002    | LONEOS            |
| 338170 - | 2002 RV84                | 5 settembre 2002  | LINEAR            |
| 338171 - | 2002 RL111               | 6 settembre 2002  | LINEAR            |
| 338172 - | 2002 RV112               | 7 settembre 2002  | LINEAR            |
| 338173 - | 2002 RV115               | 6 settembre 2002  | LINEAR            |
| 338174 - | 2002 RY115               | 6 settembre 2002  | LINEAR            |
| 338175 - | 2002 RD116               | 20 agosto 2002    | NEAT              |
| 338176 - | 2002 RC118               | 6 settembre 2002  | LINEAR            |
| 338177 - | 2002 RU125               | 6 settembre 2002  | LINEAR            |
| 338178 - | 2002 RJ126               | 8 settembre 2002  | CINEOS            |
| 338179 - | 2002 RC132               | 11 settembre 2002 | NEAT              |
| 338180 - | 2002 RX132               | 9 settembre 2002  | NEAT              |
| 338181 - | 2002 RE158               | 11 settembre 2002 | NEAT              |
| 338182 - | 2002 RF165               | 12 settembre 2002 | NEAT              |
| 338183 - | 2002 RP170               | 13 settembre 2002 | NEAT              |
| 338184 - | 2002 RA173               | 13 settembre 2002 | LINEAR            |
| 338185 - | 2002 RY182               | 11 settembre 2002 | NEAT              |
| 338186 - | 2002 RK183               | 11 settembre 2002 | NEAT              |
| 338187 - | 2002 RK200               | 13 settembre 2002 | NEAT              |
| 338188 - | 2002 RW200               | 1º settembre 2002 | NEAT              |
| 338189 - | 2002 RE203               | 13 settembre 2002 | NEAT              |
| 338190 - | 2002 RV210               | 15 settembre 2002 | Spacewatch        |
| 338191 - | 2002 RO240               | 14 settembre 2002 | Matson, R.        |
| 338192 - | 2002 RW255               | 4 settembre 2002  | NEAT              |
| 338193 - | 2002 RQ257               | 4 settembre 2002  | NEAT              |
| 338194 - | 2002 RM261               | 11 settembre 2002 | NEAT              |
| 338195 - | 2002 RB268               | 12 settembre 2002 | NEAT              |
| 338196 - | 2002 RQ269               | 4 settembre 2002  | NEAT              |
| 338197 - | 2002 RM270               | 4 settembre 2002  | NEAT              |
| 338198 - | 2002 RX273               | 15 settembre 2002 | NEAT              |
| 338199 - | 2002 RS275               | 14 settembre 2002 | NEAT              |
| 338200 - | 2002 RQ278               | 15 settembre 2002 | NEAT              |

## 338201-338300
| Nome             | Designazione provvisoria | Data di scoperta  | Scopritore               |
| ---------------- | ------------------------ | ----------------- | ------------------------ |
| 338201 -         | 2002 RX278               | 12 settembre 2002 | NEAT                     |
| 338202 -         | 2002 RS289               | 19 ottobre 2007   | CSS                      |
| 338203 -         | 2002 RJ290               | 4 settembre 2007  | CSS                      |
| 338204 -         | 2002 SS                  | 23 settembre 2002 | Powell                   |
| 338205 -         | 2002 SQ2                 | 27 settembre 2002 | NEAT                     |
| 338206 -         | 2002 SC18                | 27 settembre 2002 | NEAT                     |
| 338207 -         | 2002 SJ18                | 28 settembre 2002 | NEAT                     |
| 338208 -         | 2002 ST24                | 28 settembre 2002 | NEAT                     |
| 338209 -         | 2002 SF25                | 28 settembre 2002 | NEAT                     |
| 338210 -         | 2002 SF34                | 29 settembre 2002 | NEAT                     |
| 338211 -         | 2002 SZ34                | 29 settembre 2002 | NEAT                     |
| 338212 -         | 2002 SP35                | 29 settembre 2002 | NEAT                     |
| 338213 -         | 2002 SJ44                | 5 settembre 2002  | LINEAR                   |
| 338214 -         | 2002 SO59                | 11 agosto 2002    | NEAT                     |
| 338215 -         | 2002 SA60                | 16 settembre 2002 | NEAT                     |
| 338216 -         | 2002 SE70                | 26 settembre 2002 | NEAT                     |
| 338217 -         | 2002 TX6                 | 1º ottobre 2002   | LONEOS                   |
| 338218 -         | 2002 TR8                 | 1º ottobre 2002   | NEAT                     |
| 338219 -         | 2002 TH9                 | 1º ottobre 2002   | LONEOS                   |
| 338220 -         | 2002 TF12                | 1º ottobre 2002   | LONEOS                   |
| 338221 -         | 2002 TM12                | 1º ottobre 2002   | LONEOS                   |
| 338222 -         | 2002 TA17                | 2 ottobre 2002    | LINEAR                   |
| 338223 -         | 2002 TK34                | 2 ottobre 2002    | LINEAR                   |
| 338224 -         | 2002 TB42                | 2 ottobre 2002    | LINEAR                   |
| 338225 -         | 2002 TQ43                | 2 ottobre 2002    | LINEAR                   |
| 338226 -         | 2002 TC57                | 1º ottobre 2002   | LONEOS                   |
| 338227 -         | 2002 TR62                | 3 ottobre 2002    | CINEOS                   |
| 338228 -         | 2002 TS64                | 3 ottobre 2002    | LINEAR                   |
| 338229 -         | 2002 TN66                | 3 ottobre 2002    | LINEAR                   |
| 338230 -         | 2002 TD73                | 3 ottobre 2002    | NEAT                     |
| 338231 -         | 2002 TB74                | 3 ottobre 2002    | NEAT                     |
| 338232 -         | 2002 TD75                | 1º ottobre 2002   | LONEOS                   |
| 338233 -         | 2002 TY75                | 1º ottobre 2002   | LONEOS                   |
| 338234 -         | 2002 TY77                | 1º ottobre 2002   | LONEOS                   |
| 338235 -         | 2002 TU85                | 2 ottobre 2002    | CINEOS                   |
| 338236 -         | 2002 TZ88                | 3 ottobre 2002    | NEAT                     |
| 338237 -         | 2002 TS98                | 3 ottobre 2002    | LINEAR                   |
| 338238 -         | 2002 TN105               | 4 ottobre 2002    | LONEOS                   |
| 338239 -         | 2002 TH106               | 4 ottobre 2002    | NEAT                     |
| 338240 -         | 2002 TW109               | 2 ottobre 2002    | NEAT                     |
| 338241 -         | 2002 TL116               | 3 ottobre 2002    | NEAT                     |
| 338242 -         | 2002 TJ133               | 4 ottobre 2002    | LINEAR                   |
| 338243 -         | 2002 TG134               | 4 ottobre 2002    | NEAT                     |
| 338244 -         | 2002 TD149               | 5 ottobre 2002    | NEAT                     |
| 338245 -         | 2002 TV151               | 5 ottobre 2002    | NEAT                     |
| 338246 -         | 2002 TP157               | 5 ottobre 2002    | NEAT                     |
| 338247 -         | 2002 TC176               | 4 ottobre 2002    | LONEOS                   |
| 338248 -         | 2002 TJ178               | 12 ottobre 2002   | LINEAR                   |
| 338249 -         | 2002 TX182               | 4 ottobre 2002    | LINEAR                   |
| 338250 -         | 2002 TD186               | 4 ottobre 2002    | LINEAR                   |
| 338251 -         | 2002 TW187               | 4 ottobre 2002    | LINEAR                   |
| 338252 -         | 2002 TJ195               | 3 ottobre 2002    | LINEAR                   |
| 338253 -         | 2002 TZ198               | 5 ottobre 2002    | LINEAR                   |
| 338254 -         | 2002 TZ206               | 4 ottobre 2002    | LINEAR                   |
| 338255 -         | 2002 TS222               | 7 ottobre 2002    | LINEAR                   |
| 338256 -         | 2002 TL223               | 2 ottobre 2002    | NEAT                     |
| 338257 -         | 2002 TO229               | 9 ottobre 2002    | LINEAR                   |
| 338258 -         | 2002 TB232               | 6 ottobre 2002    | LINEAR                   |
| 338259 -         | 2002 TH235               | 6 ottobre 2002    | LINEAR                   |
| 338260 -         | 2002 TE239               | 8 ottobre 2002    | LONEOS                   |
| 338261 -         | 2002 TP251               | 7 ottobre 2002    | NEAT                     |
| 338262 -         | 2002 TM252               | 8 ottobre 2002    | LONEOS                   |
| 338263 -         | 2002 TA253               | 8 ottobre 2002    | LONEOS                   |
| 338264 -         | 2002 TL253               | 8 ottobre 2002    | LONEOS                   |
| 338265 -         | 2002 TX265               | 10 ottobre 2002   | LINEAR                   |
| 338266 -         | 2002 TV267               | 9 ottobre 2002    | LINEAR                   |
| 338267 -         | 2002 TQ271               | 9 ottobre 2002    | LINEAR                   |
| 338268 -         | 2002 TT271               | 9 ottobre 2002    | LINEAR                   |
| 338269 -         | 2002 TE290               | 10 ottobre 2002   | LINEAR                   |
| 338270 -         | 2002 TM294               | 11 ottobre 2002   | LINEAR                   |
| 338271 -         | 2002 TO298               | 12 ottobre 2002   | LINEAR                   |
| 338272 -         | 2002 TE299               | 13 ottobre 2002   | Spacewatch               |
| 338273 -         | 2002 TY300               | 15 ottobre 2002   | NEAT                     |
| 338274 Valančius | 2002 TM303               | 5 ottobre 2002    | Cernis, K.               |
| 338275 -         | 2002 TM307               | 4 ottobre 2002    | Sloan Digital Sky Survey |
| 338276 -         | 2002 TZ309               | 4 ottobre 2002    | Sloan Digital Sky Survey |
| 338277 -         | 2002 TC323               | 5 ottobre 2002    | Sloan Digital Sky Survey |
| 338278 -         | 2002 TQ327               | 5 ottobre 2002    | Sloan Digital Sky Survey |
| 338279 -         | 2002 TQ328               | 5 ottobre 2002    | Sloan Digital Sky Survey |
| 338280 -         | 2002 TG345               | 5 ottobre 2002    | Sloan Digital Sky Survey |
| 338281 -         | 2002 TS352               | 10 ottobre 2002   | Sloan Digital Sky Survey |
| 338282 -         | 2002 TB367               | 10 ottobre 2002   | Sloan Digital Sky Survey |
| 338283 -         | 2002 TQ379               | 6 ottobre 2002    | NEAT                     |
| 338284 Hodál     | 2002 TW381               | 9 ottobre 2002    | NEAT                     |
| 338285 -         | 2002 TC383               | 15 ottobre 2002   | NEAT                     |
| 338286 -         | 2002 UT8                 | 15 settembre 2002 | LONEOS                   |
| 338287 -         | 2002 UB10                | 2 ottobre 2002    | LINEAR                   |
| 338288 -         | 2002 UG13                | 28 ottobre 2002   | NEAT                     |
| 338289 -         | 2002 UD17                | 31 ottobre 2002   | LONEOS                   |
| 338290 -         | 2002 UJ23                | 31 ottobre 2002   | LINEAR                   |
| 338291 -         | 2002 UJ27                | 31 ottobre 2002   | NEAT                     |
| 338292 -         | 2002 UA31                | 31 ottobre 2002   | LINEAR                   |
| 338293 -         | 2002 UZ35                | 31 ottobre 2002   | NEAT                     |
| 338294 -         | 2002 UK41                | 31 ottobre 2002   | NEAT                     |
| 338295 -         | 2002 US45                | 31 ottobre 2002   | LONEOS                   |
| 338296 -         | 2002 UO57                | 15 ottobre 2002   | NEAT                     |
| 338297 -         | 2002 UR64                | 30 ottobre 2002   | Sloan Digital Sky Survey |
| 338298 -         | 2002 UY66                | 30 ottobre 2002   | Sloan Digital Sky Survey |
| 338299 -         | 2002 UQ70                | 30 ottobre 2002   | Sloan Digital Sky Survey |
| 338300 -         | 2002 UX70                | 30 ottobre 2002   | LINEAR                   |

## 338301-338400
| Nome                | Designazione provvisoria | Data di scoperta | Scopritore               |
| ------------------- | ------------------------ | ---------------- | ------------------------ |
| 338301 -            | 2002 UU71                | 31 ottobre 2002  | NEAT                     |
| 338302 -            | 2002 UE74                | 31 ottobre 2002  | NEAT                     |
| 338303 -            | 2002 UN75                | 31 ottobre 2002  | NEAT                     |
| 338304 -            | 2002 US75                | 31 ottobre 2002  | NEAT                     |
| 338305 -            | 2002 VO3                 | 1º novembre 2002 | NEAT                     |
| 338306 -            | 2002 VC9                 | 1º novembre 2002 | NEAT                     |
| 338307 -            | 2002 VO10                | 1º novembre 2002 | NEAT                     |
| 338308 -            | 2002 VB17                | 31 ottobre 2002  | LONEOS                   |
| 338309 -            | 2002 VR17                | 7 novembre 2002  | LINEAR                   |
| 338310 -            | 2002 VA28                | 5 novembre 2002  | LONEOS                   |
| 338311 -            | 2002 VJ31                | 5 novembre 2002  | LINEAR                   |
| 338312 -            | 2002 VK38                | 5 novembre 2002  | LINEAR                   |
| 338313 -            | 2002 VN44                | 4 novembre 2002  | NEAT                     |
| 338314 -            | 2002 VU53                | 6 novembre 2002  | LINEAR                   |
| 338315 -            | 2002 VT55                | 6 novembre 2002  | LINEAR                   |
| 338316 -            | 2002 VY59                | 3 novembre 2002  | NEAT                     |
| 338317 -            | 2002 VU66                | 6 novembre 2002  | LINEAR                   |
| 338318 -            | 2002 VG68                | 3 novembre 2002  | La Palma                 |
| 338319 -            | 2002 VO77                | 7 novembre 2002  | LINEAR                   |
| 338320 -            | 2002 VN86                | 8 novembre 2002  | LINEAR                   |
| 338321 -            | 2002 VR90                | 7 novembre 2002  | Needville                |
| 338322 -            | 2002 VC94                | 12 novembre 2002 | LINEAR                   |
| 338323 -            | 2002 VV98                | 13 novembre 2002 | Spacewatch               |
| 338324 -            | 2002 VL102               | 12 novembre 2002 | LINEAR                   |
| 338325 -            | 2002 VZ110               | 13 novembre 2002 | NEAT                     |
| 338326 -            | 2002 VN120               | 12 novembre 2002 | NEAT                     |
| 338327 -            | 2002 VD124               | 14 ottobre 2001  | Spacewatch               |
| 338328 -            | 2002 VQ127               | 15 novembre 2002 | LINEAR                   |
| 338329 -            | 2002 VT128               | 30 ottobre 2002  | Spacewatch               |
| 338330 -            | 2002 VT131               | 5 novembre 2002  | Nyukasa                  |
| 338331 -            | 2002 VD132               | 5 novembre 2002  | Nyukasa                  |
| 338332 -            | 2002 VY138               | 14 novembre 2002 | NEAT                     |
| 338333 -            | 2002 VQ141               | 13 novembre 2002 | NEAT                     |
| 338334 -            | 2002 VH142               | 5 novembre 2002  | NEAT                     |
| 338335 -            | 2002 WA1                 | 22 novembre 2002 | NEAT                     |
| 338336 -            | 2002 WB1                 | 22 novembre 2002 | NEAT                     |
| 338337 -            | 2002 WP3                 | 24 novembre 2002 | NEAT                     |
| 338338 -            | 2002 WJ7                 | 24 novembre 2002 | NEAT                     |
| 338339 -            | 2002 WG8                 | 24 novembre 2002 | NEAT                     |
| 338340 -            | 2002 WZ17                | 28 novembre 2002 | NEAT                     |
| 338341 -            | 2002 WA19                | 29 novembre 2002 | Pla D'Arguines           |
| 338342 -            | 2002 WV19                | 24 novembre 2002 | Hoenig, S. F.            |
| 338343 -            | 2002 WY19                | 24 novembre 2002 | Hoenig, S. F.            |
| 338344 -            | 2002 WX21                | 24 novembre 2002 | NEAT                     |
| 338345 -            | 2002 WM24                | 16 novembre 2002 | NEAT                     |
| 338346 -            | 2002 XV2                 | 1º dicembre 2002 | LINEAR                   |
| 338347 -            | 2002 XG4                 | 2 dicembre 2002  | LINEAR                   |
| 338348 -            | 2002 XY11                | 3 dicembre 2002  | NEAT                     |
| 338349 -            | 2002 XR15                | 3 dicembre 2002  | NEAT                     |
| 338350 -            | 2002 XF17                | 3 dicembre 2002  | NEAT                     |
| 338351 -            | 2002 XH19                | 2 dicembre 2002  | LINEAR                   |
| 338352 -            | 2002 XZ22                | 3 dicembre 2002  | NEAT                     |
| 338353 -            | 2002 XE24                | 5 dicembre 2002  | LINEAR                   |
| 338354 -            | 2002 XX27                | 5 dicembre 2002  | LINEAR                   |
| 338355 -            | 2002 XV31                | 6 dicembre 2002  | LINEAR                   |
| 338356 -            | 2002 XJ35                | 8 dicembre 2002  | Yeung, W. K. Y.          |
| 338357 -            | 2002 XA39                | 10 dicembre 2002 | LINEAR                   |
| 338358 -            | 2002 XB41                | 6 dicembre 2002  | LINEAR                   |
| 338359 -            | 2002 XD48                | 10 dicembre 2002 | LINEAR                   |
| 338360 -            | 2002 XO50                | 10 dicembre 2002 | LINEAR                   |
| 338361 -            | 2002 XL59                | 10 dicembre 2002 | LINEAR                   |
| 338362 -            | 2002 XP63                | 11 dicembre 2002 | LINEAR                   |
| 338363 -            | 2002 XV73                | 11 dicembre 2002 | LINEAR                   |
| 338364 -            | 2002 XH98                | 5 dicembre 2002  | LINEAR                   |
| 338365 -            | 2002 XJ98                | 5 dicembre 2002  | LINEAR                   |
| 338366 -            | 2002 XJ99                | 5 dicembre 2002  | LINEAR                   |
| 338367 -            | 2002 XR106               | 5 dicembre 2002  | LINEAR                   |
| 338368 -            | 2002 XO118               | 3 dicembre 2002  | NEAT                     |
| 338369 -            | 2002 XQ118               | 12 ottobre 2005  | Sloan Digital Sky Survey |
| 338370 -            | 2002 XW118               | 10 dicembre 2002 | NEAT                     |
| 338371 Gerritsen    | 2002 XO119               | 10 dicembre 2002 | NEAT                     |
| 338372 -            | 2002 XM120               | 3 dicembre 2002  | NEAT                     |
| 338373 Fonóalbert - | 2002 YG3                 | 25 dicembre 2002 | Sarneczky, K.            |
| 338374 -            | 2002 YB5                 | 28 dicembre 2002 | LINEAR                   |
| 338375 -            | 2002 YK8                 | 31 dicembre 2002 | LINEAR                   |
| 338376 -            | 2002 YR9                 | 31 dicembre 2002 | LINEAR                   |
| 338377 -            | 2002 YR14                | 31 dicembre 2002 | LINEAR                   |
| 338378 -            | 2002 YM21                | 31 dicembre 2002 | LINEAR                   |
| 338379 -            | 2002 YD22                | 31 dicembre 2002 | LINEAR                   |
| 338380 -            | 2002 YD27                | 31 dicembre 2002 | LINEAR                   |
| 338381 -            | 2002 YD30                | 31 dicembre 2002 | LINEAR                   |
| 338382 -            | 2002 YO34                | 31 dicembre 2002 | LINEAR                   |
| 338383 -            | 2002 YU36                | 27 dicembre 2002 | NEAT                     |
| 338384 -            | 2003 AA1                 | 1º gennaio 2003  | LINEAR                   |
| 338385 -            | 2003 AL1                 | 1º gennaio 2003  | LINEAR                   |
| 338386 -            | 2003 AJ4                 | 3 gennaio 2003   | Clingan, R.              |
| 338387 -            | 2003 AL5                 | 1º gennaio 2003  | LINEAR                   |
| 338388 -            | 2003 AA14                | 1º gennaio 2003  | LINEAR                   |
| 338389 -            | 2003 AW21                | 5 gennaio 2003   | LINEAR                   |
| 338390 -            | 2003 AP33                | 5 gennaio 2003   | LINEAR                   |
| 338391 -            | 2003 AN40                | 7 gennaio 2003   | LINEAR                   |
| 338392 -            | 2003 AO40                | 7 gennaio 2003   | LINEAR                   |
| 338393 -            | 2003 AG52                | 5 gennaio 2003   | LINEAR                   |
| 338394 -            | 2003 AV53                | 5 gennaio 2003   | LINEAR                   |
| 338395 -            | 2003 AL61                | 7 gennaio 2003   | LINEAR                   |
| 338396 -            | 2003 AG67                | 7 gennaio 2003   | LINEAR                   |
| 338397 -            | 2003 AW77                | 10 gennaio 2003  | LINEAR                   |
| 338398 -            | 2003 AS86                | 1º gennaio 2003  | LINEAR                   |
| 338399 -            | 2003 AP90                | 5 gennaio 2003   | LINEAR                   |
| 338400 -            | 2003 BK                  | 20 gennaio 2003  | Young, J. W.             |

## 338401-338500
| Nome     | Designazione provvisoria | Data di scoperta | Scopritore                   |
| -------- | ------------------------ | ---------------- | ---------------------------- |
| 338401 - | 2003 BZ4                 | 24 gennaio 2003  | Boattini, A., Scholl, H.     |
| 338402 - | 2003 BH6                 | 23 gennaio 2003  | Uppsala-DLR Asteroid Survey  |
| 338403 - | 2003 BJ11                | 26 gennaio 2003  | LONEOS                       |
| 338404 - | 2003 BK14                | 26 gennaio 2003  | NEAT                         |
| 338405 - | 2003 BB19                | 27 gennaio 2003  | LONEOS                       |
| 338406 - | 2003 BG21                | 27 gennaio 2003  | LINEAR                       |
| 338407 - | 2003 BS21                | 27 gennaio 2003  | LONEOS                       |
| 338408 - | 2003 BL28                | 26 gennaio 2003  | NEAT                         |
| 338409 - | 2003 BQ29                | 27 gennaio 2003  | LINEAR                       |
| 338410 - | 2003 BB32                | 27 gennaio 2003  | LINEAR                       |
| 338411 - | 2003 BH33                | 27 gennaio 2003  | NEAT                         |
| 338412 - | 2003 BD41                | 28 gennaio 2003  | LINEAR                       |
| 338413 - | 2003 BL48                | 26 gennaio 2003  | Spacewatch                   |
| 338414 - | 2003 BA50                | 27 gennaio 2003  | LINEAR                       |
| 338415 - | 2003 BD50                | 27 gennaio 2003  | LINEAR                       |
| 338416 - | 2003 BH57                | 5 dicembre 2002  | Spacewatch                   |
| 338417 - | 2003 BY59                | 27 gennaio 2003  | LINEAR                       |
| 338418 - | 2003 BC60                | 27 gennaio 2003  | LINEAR                       |
| 338419 - | 2003 BR60                | 27 gennaio 2003  | NEAT                         |
| 338420 - | 2003 BQ62                | 28 gennaio 2003  | NEAT                         |
| 338421 - | 2003 BV64                | 30 gennaio 2003  | LONEOS                       |
| 338422 - | 2003 BT77                | 30 gennaio 2003  | LONEOS                       |
| 338423 - | 2003 BZ84                | 31 gennaio 2003  | LINEAR                       |
| 338424 - | 2003 BX90                | 31 gennaio 2003  | LONEOS                       |
| 338425 - | 2003 CM1                 | 1º febbraio 2003 | NEAT                         |
| 338426 - | 2003 CO2                 | 1º febbraio 2003 | NEAT                         |
| 338427 - | 2003 CV4                 | 1º febbraio 2003 | LINEAR                       |
| 338428 - | 2003 CA8                 | 1º febbraio 2003 | LINEAR                       |
| 338429 - | 2003 CB10                | 2 febbraio 2003  | LINEAR                       |
| 338430 - | 2003 CZ13                | 4 febbraio 2003  | Spacewatch                   |
| 338431 - | 2003 CP14                | 3 febbraio 2003  | LINEAR                       |
| 338432 - | 2003 CU17                | 7 febbraio 2003  | NEAT                         |
| 338433 - | 2003 CK25                | 1º febbraio 2003 | NEAT                         |
| 338434 - | 2003 CN25                | 3 febbraio 2003  | LONEOS                       |
| 338435 - | 2003 CC26                | 2 febbraio 2003  | NEAT                         |
| 338436 - | 2003 DR9                 | 25 febbraio 2003 | CINEOS                       |
| 338437 - | 2003 DF17                | 24 febbraio 2003 | Dillon, W. G., Dellinger, J. |
| 338438 - | 2003 EH15                | 7 marzo 2003     | LINEAR                       |
| 338439 - | 2003 ER15                | 7 marzo 2003     | LINEAR                       |
| 338440 - | 2003 EA18                | 6 marzo 2003     | LONEOS                       |
| 338441 - | 2003 EO31                | 7 marzo 2003     | LINEAR                       |
| 338442 - | 2003 EQ33                | 7 marzo 2003     | Spacewatch                   |
| 338443 - | 2003 EU40                | 8 marzo 2003     | NEAT                         |
| 338444 - | 2003 ED41                | 8 marzo 2003     | NEAT                         |
| 338445 - | 2003 ET47                | 9 marzo 2003     | LONEOS                       |
| 338446 - | 2003 EV47                | 9 marzo 2003     | LONEOS                       |
| 338447 - | 2003 ER49                | 10 marzo 2003    | LINEAR                       |
| 338448 - | 2003 EX49                | 10 marzo 2003    | NEAT                         |
| 338449 - | 2003 EY50                | 10 marzo 2003    | Spacewatch                   |
| 338450 - | 2003 EG55                | 9 marzo 2003     | Deep Lens Survey             |
| 338451 - | 2003 EO62                | 9 marzo 2003     | LINEAR                       |
| 338452 - | 2003 FO2                 | 23 marzo 2003    | Hug, G.                      |
| 338453 - | 2003 FY3                 | 26 marzo 2003    | NEAT                         |
| 338454 - | 2003 FE5                 | 24 marzo 2003    | Clingan, R.                  |
| 338455 - | 2003 FS5                 | 26 marzo 2003    | CINEOS                       |
| 338456 - | 2003 FO8                 | 31 marzo 2003    | LINEAR                       |
| 338457 - | 2003 FG13                | 23 marzo 2003    | Spacewatch                   |
| 338458 - | 2003 FE20                | 23 marzo 2003    | NEAT                         |
| 338459 - | 2003 FO26                | 24 marzo 2003    | Spacewatch                   |
| 338460 - | 2003 FL27                | 24 marzo 2003    | Spacewatch                   |
| 338461 - | 2003 FE34                | 23 marzo 2003    | Spacewatch                   |
| 338462 - | 2003 FS48                | 24 marzo 2003    | Spacewatch                   |
| 338463 - | 2003 FX60                | 26 marzo 2003    | NEAT                         |
| 338464 - | 2003 FP63                | 26 marzo 2003    | NEAT                         |
| 338465 - | 2003 FV67                | 26 marzo 2003    | Spacewatch                   |
| 338466 - | 2003 FT68                | 26 marzo 2003    | NEAT                         |
| 338467 - | 2003 FX69                | 26 marzo 2003    | Spacewatch                   |
| 338468 - | 2003 FP75                | 27 marzo 2003    | Spacewatch                   |
| 338469 - | 2003 FY76                | 27 marzo 2003    | Spacewatch                   |
| 338470 - | 2003 FC83                | 27 marzo 2003    | NEAT                         |
| 338471 - | 2003 FV86                | 28 marzo 2003    | Spacewatch                   |
| 338472 - | 2003 FU101               | 31 marzo 2003    | Spacewatch                   |
| 338473 - | 2003 FG112               | 31 marzo 2003    | Spacewatch                   |
| 338474 - | 2003 FR127               | 31 marzo 2003    | CSS                          |
| 338475 - | 2003 FF131               | 24 marzo 2003    | Spacewatch                   |
| 338476 - | 2003 GF40                | 9 aprile 2003    | LINEAR                       |
| 338477 - | 2003 GQ49                | 10 aprile 2003   | Spacewatch                   |
| 338478 - | 2003 GS53                | 3 aprile 2003    | LONEOS                       |
| 338479 - | 2003 HO                  | 6 aprile 2003    | Spacewatch                   |
| 338480 - | 2003 HD2                 | 24 aprile 2003   | Spacewatch                   |
| 338481 - | 2003 HA4                 | 24 aprile 2003   | LONEOS                       |
| 338482 - | 2003 HH4                 | 24 aprile 2003   | LONEOS                       |
| 338483 - | 2003 HY10                | 25 aprile 2003   | Spacewatch                   |
| 338484 - | 2003 HO14                | 26 aprile 2003   | LINEAR                       |
| 338485 - | 2003 HU38                | 29 aprile 2003   | LONEOS                       |
| 338486 - | 2003 HY38                | 29 aprile 2003   | LINEAR                       |
| 338487 - | 2003 HZ38                | 29 aprile 2003   | LINEAR                       |
| 338488 - | 2003 HF43                | 29 aprile 2003   | LINEAR                       |
| 338489 - | 2003 JZ4                 | 1º maggio 2003   | LINEAR                       |
| 338490 - | 2003 KS12                | 26 maggio 2003   | Spacewatch                   |
| 338491 - | 2003 KA19                | 31 maggio 2003   | Spacewatch                   |
| 338492 - | 2003 KC31                | 26 maggio 2003   | Spacewatch                   |
| 338493 - | 2003 LL9                 | 6 giugno 2003    | Spacewatch                   |
| 338494 - | 2003 MD6                 | 26 giugno 2003   | LINEAR                       |
| 338495 - | 2003 NU1                 | 2 luglio 2003    | LINEAR                       |
| 338496 - | 2003 NJ12                | 3 luglio 2003    | Spacewatch                   |
| 338497 - | 2003 OC12                | 22 luglio 2003   | NEAT                         |
| 338498 - | 2003 OD14                | 29 luglio 2003   | LINEAR                       |
| 338499 - | 2003 OT14                | 22 luglio 2003   | NEAT                         |
| 338500 - | 2003 OO16                | 26 luglio 2003   | NEAT                         |

## 338501-338600
| Nome     | Designazione provvisoria | Data di scoperta  | Scopritore                  |
| -------- | ------------------------ | ----------------- | --------------------------- |
| 338501 - | 2003 OW24                | 24 luglio 2003    | NEAT                        |
| 338502 - | 2003 PJ9                 | 4 agosto 2003     | Spacewatch                  |
| 338503 - | 2003 PO11                | 5 agosto 2003     | Uppsala-DLR Asteroid Survey |
| 338504 - | 2003 PW11                | 1º agosto 2003    | LINEAR                      |
| 338505 - | 2003 PB12                | 2 agosto 2003     | Bickel, W.                  |
| 338506 - | 2003 QO5                 | 18 agosto 2003    | CINEOS                      |
| 338507 - | 2003 QV7                 | 21 agosto 2003    | NEAT                        |
| 338508 - | 2003 QS14                | 20 agosto 2003    | NEAT                        |
| 338509 - | 2003 QN17                | 22 agosto 2003    | NEAT                        |
| 338510 - | 2003 QY21                | 20 agosto 2003    | NEAT                        |
| 338511 - | 2003 QS22                | 20 agosto 2003    | NEAT                        |
| 338512 - | 2003 QL29                | 23 agosto 2003    | Crni Vrh                    |
| 338513 - | 2003 QD32                | 21 agosto 2003    | NEAT                        |
| 338514 - | 2003 QR41                | 1º agosto 2003    | LINEAR                      |
| 338515 - | 2003 QU48                | 21 agosto 2003    | NEAT                        |
| 338516 - | 2003 QT49                | 22 agosto 2003    | NEAT                        |
| 338517 - | 2003 QP53                | 23 agosto 2003    | LINEAR                      |
| 338518 - | 2003 QG60                | 23 agosto 2003    | LINEAR                      |
| 338519 - | 2003 QE61                | 23 agosto 2003    | LINEAR                      |
| 338520 - | 2003 QN66                | 22 agosto 2003    | LINEAR                      |
| 338521 - | 2003 QV81                | 23 agosto 2003    | LINEAR                      |
| 338522 - | 2003 QS85                | 24 agosto 2003    | LINEAR                      |
| 338523 - | 2003 QR89                | 27 agosto 2003    | NEAT                        |
| 338524 - | 2003 QB97                | 30 agosto 2003    | Spacewatch                  |
| 338525 - | 2003 QX108               | 2 agosto 2003     | NEAT                        |
| 338526 - | 2003 QD115               | 17 ottobre 2003   | Sloan Digital Sky Survey    |
| 338527 - | 2003 QH115               | 19 settembre 2003 | LINEAR                      |
| 338528 - | 2003 RG2                 | 3 settembre 2003  | Broughton, J.               |
| 338529 - | 2003 RO14                | 14 settembre 2003 | NEAT                        |
| 338530 - | 2003 RO16                | 15 settembre 2003 | NEAT                        |
| 338531 - | 2003 RX16                | 15 settembre 2003 | NEAT                        |
| 338532 - | 2003 RO19                | 15 settembre 2003 | LONEOS                      |
| 338533 - | 2003 RJ22                | 15 settembre 2003 | NEAT                        |
| 338534 - | 2003 RJ23                | 13 settembre 2003 | NEAT                        |
| 338535 - | 2003 RC25                | 15 settembre 2003 | NEAT                        |
| 338536 - | 2003 RH25                | 15 settembre 2003 | NEAT                        |
| 338537 - | 2003 SX4                 | 16 settembre 2003 | Tichy, M.                   |
| 338538 - | 2003 SW7                 | 16 settembre 2003 | NEAT                        |
| 338539 - | 2003 SD8                 | 16 settembre 2003 | Spacewatch                  |
| 338540 - | 2003 SR10                | 17 settembre 2003 | Spacewatch                  |
| 338541 - | 2003 SE12                | 16 settembre 2003 | Spacewatch                  |
| 338542 - | 2003 SO22                | 16 settembre 2003 | Spacewatch                  |
| 338543 - | 2003 SZ23                | 17 settembre 2003 | LINEAR                      |
| 338544 - | 2003 SW28                | 18 settembre 2003 | NEAT                        |
| 338545 - | 2003 ST34                | 18 settembre 2003 | NEAT                        |
| 338546 - | 2003 SB35                | 18 settembre 2003 | Spacewatch                  |
| 338547 - | 2003 SF35                | 18 settembre 2003 | Spacewatch                  |
| 338548 - | 2003 SR40                | 16 settembre 2003 | NEAT                        |
| 338549 - | 2003 SV40                | 16 settembre 2003 | NEAT                        |
| 338550 - | 2003 SW47                | 18 settembre 2003 | NEAT                        |
| 338551 - | 2003 SR49                | 18 settembre 2003 | NEAT                        |
| 338552 - | 2003 SJ53                | 16 settembre 2003 | Spacewatch                  |
| 338553 - | 2003 SK53                | 16 settembre 2003 | Spacewatch                  |
| 338554 - | 2003 SD57                | 3 settembre 2003  | LINEAR                      |
| 338555 - | 2003 SJ58                | 17 settembre 2003 | LONEOS                      |
| 338556 - | 2003 SF59                | 17 settembre 2003 | LONEOS                      |
| 338557 - | 2003 SJ59                | 17 settembre 2003 | LONEOS                      |
| 338558 - | 2003 SA60                | 17 settembre 2003 | LONEOS                      |
| 338559 - | 2003 SW61                | 17 settembre 2003 | LINEAR                      |
| 338560 - | 2003 SD62                | 17 settembre 2003 | Spacewatch                  |
| 338561 - | 2003 SF65                | 18 settembre 2003 | LONEOS                      |
| 338562 - | 2003 SQ65                | 18 settembre 2003 | LONEOS                      |
| 338563 - | 2003 SH71                | 18 settembre 2003 | Spacewatch                  |
| 338564 - | 2003 SR73                | 18 settembre 2003 | Spacewatch                  |
| 338565 - | 2003 SN81                | 19 settembre 2003 | Spacewatch                  |
| 338566 - | 2003 SW81                | 16 settembre 2003 | LONEOS                      |
| 338567 - | 2003 SJ84                | 19 settembre 2003 | Spacewatch                  |
| 338568 - | 2003 SD85                | 16 settembre 2003 | NEAT                        |
| 338569 - | 2003 ST85                | 16 settembre 2003 | Spacewatch                  |
| 338570 - | 2003 SD86                | 16 settembre 2003 | NEAT                        |
| 338571 - | 2003 SR86                | 16 settembre 2003 | NEAT                        |
| 338572 - | 2003 SJ92                | 18 settembre 2003 | Spacewatch                  |
| 338573 - | 2003 SL94                | 19 settembre 2003 | CINEOS                      |
| 338574 - | 2003 SZ104               | 20 settembre 2003 | NEAT                        |
| 338575 - | 2003 SV107               | 20 settembre 2003 | NEAT                        |
| 338576 - | 2003 SK108               | 20 settembre 2003 | NEAT                        |
| 338577 - | 2003 SS111               | 17 settembre 2003 | LINEAR                      |
| 338578 - | 2003 SU111               | 20 settembre 2003 | Sarneczky, K., Sipocz, B.   |
| 338579 - | 2003 SB112               | 18 settembre 2003 | Tucker, R. A.               |
| 338580 - | 2003 SX120               | 17 settembre 2003 | LINEAR                      |
| 338581 - | 2003 SE121               | 17 settembre 2003 | Spacewatch                  |
| 338582 - | 2003 SJ125               | 19 settembre 2003 | NEAT                        |
| 338583 - | 2003 SO126               | 19 settembre 2003 | NEAT                        |
| 338584 - | 2003 SA134               | 18 settembre 2003 | LINEAR                      |
| 338585 - | 2003 SR139               | 18 settembre 2003 | NEAT                        |
| 338586 - | 2003 ST139               | 18 settembre 2003 | Spacewatch                  |
| 338587 - | 2003 SZ142               | 20 settembre 2003 | NEAT                        |
| 338588 - | 2003 SA144               | 21 settembre 2003 | LINEAR                      |
| 338589 - | 2003 SP144               | 19 settembre 2003 | NEAT                        |
| 338590 - | 2003 SK145               | 20 settembre 2003 | NEAT                        |
| 338591 - | 2003 SW145               | 20 settembre 2003 | NEAT                        |
| 338592 - | 2003 SA148               | 16 settembre 2003 | LINEAR                      |
| 338593 - | 2003 SH150               | 17 settembre 2003 | LINEAR                      |
| 338594 - | 2003 SM150               | 17 settembre 2003 | LINEAR                      |
| 338595 - | 2003 SO150               | 17 settembre 2003 | LINEAR                      |
| 338596 - | 2003 SB157               | 19 settembre 2003 | LONEOS                      |
| 338597 - | 2003 SB159               | 19 settembre 2003 | Spacewatch                  |
| 338598 - | 2003 SZ165               | 20 settembre 2003 | Crni Vrh                    |
| 338599 - | 2003 SX168               | 23 settembre 2003 | NEAT                        |
| 338600 - | 2003 ST170               | 21 settembre 2003 | Pauwels, T.                 |

## 338601-338700
| Nome     | Designazione provvisoria | Data di scoperta  | Scopritore                  |
| -------- | ------------------------ | ----------------- | --------------------------- |
| 338601 - | 2003 SS173               | 18 settembre 2003 | NEAT                        |
| 338602 - | 2003 SX174               | 18 settembre 2003 | Spacewatch                  |
| 338603 - | 2003 ST180               | 19 settembre 2003 | NEAT                        |
| 338604 - | 2003 SM187               | 21 settembre 2003 | LINEAR                      |
| 338605 - | 2003 SO187               | 21 settembre 2003 | Spacewatch                  |
| 338606 - | 2003 SM189               | 22 settembre 2003 | Spacewatch                  |
| 338607 - | 2003 SQ189               | 23 settembre 2003 | NEAT                        |
| 338608 - | 2003 SN197               | 21 settembre 2003 | LONEOS                      |
| 338609 - | 2003 SF198               | 21 settembre 2003 | LONEOS                      |
| 338610 - | 2003 ST198               | 21 settembre 2003 | LONEOS                      |
| 338611 - | 2003 SW202               | 22 settembre 2003 | LONEOS                      |
| 338612 - | 2003 SY208               | 21 settembre 2003 | NEAT                        |
| 338613 - | 2003 SQ209               | 24 settembre 2003 | Uppsala-DLR Asteroid Survey |
| 338614 - | 2003 SF211               | 24 settembre 2003 | NEAT                        |
| 338615 - | 2003 SX211               | 25 settembre 2003 | NEAT                        |
| 338616 - | 2003 SX221               | 28 settembre 2003 | Yeung, W. K. Y.             |
| 338617 - | 2003 SQ226               | 26 settembre 2003 | Yeung, W. K. Y.             |
| 338618 - | 2003 SX226               | 26 settembre 2003 | LINEAR                      |
| 338619 - | 2003 SU229               | 27 settembre 2003 | Spacewatch                  |
| 338620 - | 2003 SF241               | 17 settembre 2003 | Spacewatch                  |
| 338621 - | 2003 SL242               | 27 settembre 2003 | Spacewatch                  |
| 338622 - | 2003 SE247               | 26 settembre 2003 | LINEAR                      |
| 338623 - | 2003 SA248               | 26 settembre 2003 | LINEAR                      |
| 338624 - | 2003 SC256               | 27 settembre 2003 | Spacewatch                  |
| 338625 - | 2003 SR260               | 27 settembre 2003 | Spacewatch                  |
| 338626 - | 2003 SA262               | 27 settembre 2003 | LINEAR                      |
| 338627 - | 2003 SC262               | 27 settembre 2003 | LINEAR                      |
| 338628 - | 2003 SN262               | 28 settembre 2003 | LINEAR                      |
| 338629 - | 2003 SN271               | 25 settembre 2003 | NEAT                        |
| 338630 - | 2003 SJ272               | 27 settembre 2003 | LINEAR                      |
| 338631 - | 2003 SF278               | 30 settembre 2003 | LINEAR                      |
| 338632 - | 2003 SM278               | 30 settembre 2003 | LINEAR                      |
| 338633 - | 2003 SS278               | 30 settembre 2003 | LINEAR                      |
| 338634 - | 2003 SE283               | 20 settembre 2003 | LINEAR                      |
| 338635 - | 2003 SO283               | 20 settembre 2003 | LINEAR                      |
| 338636 - | 2003 SH289               | 28 settembre 2003 | LINEAR                      |
| 338637 - | 2003 SY295               | 29 settembre 2003 | LONEOS                      |
| 338638 - | 2003 SL297               | 18 settembre 2003 | NEAT                        |
| 338639 - | 2003 SU298               | 18 settembre 2003 | NEAT                        |
| 338640 - | 2003 SV300               | 17 settembre 2003 | NEAT                        |
| 338641 - | 2003 SV301               | 17 settembre 2003 | NEAT                        |
| 338642 - | 2003 SW303               | 17 settembre 2003 | NEAT                        |
| 338643 - | 2003 SV305               | 30 settembre 2003 | LINEAR                      |
| 338644 - | 2003 SC308               | 28 settembre 2003 | Spacewatch                  |
| 338645 - | 2003 SM308               | 29 settembre 2003 | LONEOS                      |
| 338646 - | 2003 SZ316               | 27 settembre 2003 | LINEAR                      |
| 338647 - | 2003 SM318               | 17 settembre 2003 | Spacewatch                  |
| 338648 - | 2003 SQ324               | 17 settembre 2003 | Spacewatch                  |
| 338649 - | 2003 SO326               | 18 settembre 2003 | Spacewatch                  |
| 338650 - | 2003 SH329               | 22 settembre 2003 | NEAT                        |
| 338651 - | 2003 SD330               | 26 settembre 2003 | Sloan Digital Sky Survey    |
| 338652 - | 2003 SG330               | 26 settembre 2003 | Sloan Digital Sky Survey    |
| 338653 - | 2003 SW330               | 26 settembre 2003 | Sloan Digital Sky Survey    |
| 338654 - | 2003 SB333               | 30 settembre 2003 | Spacewatch                  |
| 338655 - | 2003 SA334               | 22 settembre 2003 | Spacewatch                  |
| 338656 - | 2003 SH338               | 26 settembre 2003 | Sloan Digital Sky Survey    |
| 338657 - | 2003 SV340               | 16 settembre 2003 | Spacewatch                  |
| 338658 - | 2003 SM342               | 17 settembre 2003 | Spacewatch                  |
| 338659 - | 2003 SS342               | 10 aprile 2002    | LINEAR                      |
| 338660 - | 2003 SD349               | 18 settembre 2003 | Spacewatch                  |
| 338661 - | 2003 ST349               | 18 settembre 2003 | Spacewatch                  |
| 338662 - | 2003 SJ350               | 18 settembre 2003 | NEAT                        |
| 338663 - | 2003 SZ352               | 20 settembre 2003 | Spacewatch                  |
| 338664 - | 2003 SA354               | 22 settembre 2003 | LONEOS                      |
| 338665 - | 2003 SG359               | 16 febbraio 2001  | Spacewatch                  |
| 338666 - | 2003 SN359               | 21 settembre 2003 | Spacewatch                  |
| 338667 - | 2003 SW361               | 22 settembre 2003 | Spacewatch                  |
| 338668 - | 2003 SE365               | 26 settembre 2003 | Sloan Digital Sky Survey    |
| 338669 - | 2003 SJ391               | 26 settembre 2003 | Sloan Digital Sky Survey    |
| 338670 - | 2003 ST391               | 26 settembre 2003 | Sloan Digital Sky Survey    |
| 338671 - | 2003 SM392               | 26 settembre 2003 | Sloan Digital Sky Survey    |
| 338672 - | 2003 SD421               | 30 settembre 2003 | Spacewatch                  |
| 338673 - | 2003 SJ423               | 21 settembre 2003 | LONEOS                      |
| 338674 - | 2003 SN429               | 25 settembre 2003 | NEAT                        |
| 338675 - | 2003 SX429               | 28 settembre 2003 | Spacewatch                  |
| 338676 - | 2003 SK431               | 19 settembre 2003 | LONEOS                      |
| 338677 - | 2003 TX4                 | 1º ottobre 2003   | Spacewatch                  |
| 338678 - | 2003 TZ4                 | 1º ottobre 2003   | Spacewatch                  |
| 338679 - | 2003 TH5                 | 2 ottobre 2003    | NEAT                        |
| 338680 - | 2003 TM8                 | 2 ottobre 2003    | LINEAR                      |
| 338681 - | 2003 TP9                 | 14 ottobre 2003   | NEAT                        |
| 338682 - | 2003 TW17                | 15 ottobre 2003   | NEAT                        |
| 338683 - | 2003 TL19                | 15 ottobre 2003   | NEAT                        |
| 338684 - | 2003 TM29                | 1º ottobre 2003   | Spacewatch                  |
| 338685 - | 2003 TZ35                | 1º ottobre 2003   | Spacewatch                  |
| 338686 - | 2003 TQ36                | 1º ottobre 2003   | Spacewatch                  |
| 338687 - | 2003 TF38                | 2 ottobre 2003    | Spacewatch                  |
| 338688 - | 2003 TE39                | 2 ottobre 2003    | Spacewatch                  |
| 338689 - | 2003 TW47                | 3 ottobre 2003    | Spacewatch                  |
| 338690 - | 2003 TL56                | 5 ottobre 2003    | Spacewatch                  |
| 338691 - | 2003 TQ58                | 1º ottobre 2003   | LONEOS                      |
| 338692 - | 2003 US6                 | 18 ottobre 2003   | NEAT                        |
| 338693 - | 2003 US7                 | 18 ottobre 2003   | McClusky, J. V.             |
| 338694 - | 2003 UF13                | 19 ottobre 2003   | LINEAR                      |
| 338695 - | 2003 UY13                | 16 ottobre 2003   | NEAT                        |
| 338696 - | 2003 US15                | 16 ottobre 2003   | LONEOS                      |
| 338697 - | 2003 UV18                | 20 ottobre 2003   | Clingan, R.                 |
| 338698 - | 2003 UV19                | 21 ottobre 2003   | LINEAR                      |
| 338699 - | 2003 UZ24                | 20 ottobre 2003   | McClusky, J. V.             |
| 338700 - | 2003 UL32                | 16 ottobre 2003   | Spacewatch                  |

## 338701-338800
| Nome     | Designazione provvisoria | Data di scoperta  | Scopritore                  |
| -------- | ------------------------ | ----------------- | --------------------------- |
| 338701 - | 2003 UT32                | 16 ottobre 2003   | Spacewatch                  |
| 338702 - | 2003 UX37                | 17 ottobre 2003   | Spacewatch                  |
| 338703 - | 2003 UQ38                | 17 ottobre 2003   | Spacewatch                  |
| 338704 - | 2003 UY43                | 18 ottobre 2003   | Spacewatch                  |
| 338705 - | 2003 UE46                | 29 settembre 2003 | Spacewatch                  |
| 338706 - | 2003 UU51                | 18 ottobre 2003   | NEAT                        |
| 338707 - | 2003 UJ54                | 18 ottobre 2003   | NEAT                        |
| 338708 - | 2003 UK54                | 18 ottobre 2003   | NEAT                        |
| 338709 - | 2003 UW56                | 23 ottobre 2003   | Spacewatch                  |
| 338710 - | 2003 UG59                | 16 ottobre 2003   | NEAT                        |
| 338711 - | 2003 UD60                | 17 ottobre 2003   | LONEOS                      |
| 338712 - | 2003 UC62                | 16 ottobre 2003   | LONEOS                      |
| 338713 - | 2003 UD67                | 16 ottobre 2003   | Spacewatch                  |
| 338714 - | 2003 UE70                | 18 ottobre 2003   | Spacewatch                  |
| 338715 - | 2003 UH76                | 17 ottobre 2003   | LONEOS                      |
| 338716 - | 2003 UC77                | 17 ottobre 2003   | LONEOS                      |
| 338717 - | 2003 UH78                | 17 ottobre 2003   | LONEOS                      |
| 338718 - | 2003 UU79                | 19 ottobre 2003   | NEAT                        |
| 338719 - | 2003 UA81                | 16 ottobre 2003   | LONEOS                      |
| 338720 - | 2003 UG83                | 17 ottobre 2003   | LONEOS                      |
| 338721 - | 2003 UX87                | 28 settembre 2003 | Spacewatch                  |
| 338722 - | 2003 UK88                | 19 ottobre 2003   | LONEOS                      |
| 338723 - | 2003 UL93                | 17 ottobre 2003   | Spacewatch                  |
| 338724 - | 2003 UF94                | 18 ottobre 2003   | Spacewatch                  |
| 338725 - | 2003 UH100               | 19 ottobre 2003   | NEAT                        |
| 338726 - | 2003 UY103               | 17 ottobre 2003   | LONEOS                      |
| 338727 - | 2003 UT107               | 19 ottobre 2003   | NEAT                        |
| 338728 - | 2003 UE109               | 19 ottobre 2003   | Spacewatch                  |
| 338729 - | 2003 UH111               | 20 ottobre 2003   | Spacewatch                  |
| 338730 - | 2003 UQ113               | 20 ottobre 2003   | LINEAR                      |
| 338731 - | 2003 UD116               | 21 ottobre 2003   | LINEAR                      |
| 338732 - | 2003 UO117               | 14 settembre 1998 | Spacewatch                  |
| 338733 - | 2003 UO118               | 17 ottobre 2003   | Spacewatch                  |
| 338734 - | 2003 UD121               | 18 ottobre 2003   | Spacewatch                  |
| 338735 - | 2003 UW124               | 20 ottobre 2003   | LINEAR                      |
| 338736 - | 2003 UX128               | 21 ottobre 2003   | Spacewatch                  |
| 338737 - | 2003 UK136               | 21 ottobre 2003   | LINEAR                      |
| 338738 - | 2003 UZ138               | 16 ottobre 2003   | NEAT                        |
| 338739 - | 2003 UX142               | 18 ottobre 2003   | LONEOS                      |
| 338740 - | 2003 UZ148               | 19 ottobre 2003   | NEAT                        |
| 338741 - | 2003 UC158               | 20 ottobre 2003   | Spacewatch                  |
| 338742 - | 2003 UG158               | 20 ottobre 2003   | Spacewatch                  |
| 338743 - | 2003 UC161               | 2 ottobre 2003    | Spacewatch                  |
| 338744 - | 2003 UF161               | 21 ottobre 2003   | Spacewatch                  |
| 338745 - | 2003 UY161               | 20 settembre 2003 | LINEAR                      |
| 338746 - | 2003 UP166               | 21 ottobre 2003   | Spacewatch                  |
| 338747 - | 2003 UR166               | 21 ottobre 2003   | Spacewatch                  |
| 338748 - | 2003 UB167               | 22 ottobre 2003   | LINEAR                      |
| 338749 - | 2003 UV167               | 22 ottobre 2003   | LINEAR                      |
| 338750 - | 2003 UV169               | 22 ottobre 2003   | Spacewatch                  |
| 338751 - | 2003 UF170               | 22 ottobre 2003   | Spacewatch                  |
| 338752 - | 2003 UY174               | 21 ottobre 2003   | Spacewatch                  |
| 338753 - | 2003 UB178               | 21 ottobre 2003   | NEAT                        |
| 338754 - | 2003 UH184               | 21 ottobre 2003   | NEAT                        |
| 338755 - | 2003 UD187               | 22 ottobre 2003   | NEAT                        |
| 338756 - | 2003 UX188               | 22 ottobre 2003   | Spacewatch                  |
| 338757 - | 2003 UA190               | 22 ottobre 2003   | Spacewatch                  |
| 338758 - | 2003 UK197               | 25 agosto 1998    | ODAS                        |
| 338759 - | 2003 UZ197               | 21 ottobre 2003   | LONEOS                      |
| 338760 - | 2003 UZ205               | 22 ottobre 2003   | LINEAR                      |
| 338761 - | 2003 UU210               | 23 ottobre 2003   | Spacewatch                  |
| 338762 - | 2003 UA220               | 21 ottobre 2003   | LINEAR                      |
| 338763 - | 2003 UM229               | 23 ottobre 2003   | LONEOS                      |
| 338764 - | 2003 UW233               | 24 ottobre 2003   | LINEAR                      |
| 338765 - | 2003 UZ234               | 24 ottobre 2003   | LINEAR                      |
| 338766 - | 2003 UF243               | 24 ottobre 2003   | LINEAR                      |
| 338767 - | 2003 UF248               | 25 ottobre 2003   | LINEAR                      |
| 338768 - | 2003 UA249               | 25 ottobre 2003   | LINEAR                      |
| 338769 - | 2003 UB249               | 25 ottobre 2003   | LINEAR                      |
| 338770 - | 2003 UO249               | 25 ottobre 2003   | LINEAR                      |
| 338771 - | 2003 UJ250               | 25 ottobre 2003   | LINEAR                      |
| 338772 - | 2003 UQ251               | 25 ottobre 2003   | Uppsala-DLR Asteroid Survey |
| 338773 - | 2003 UQ254               | 24 ottobre 2003   | Spacewatch                  |
| 338774 - | 2003 UL258               | 25 ottobre 2003   | Spacewatch                  |
| 338775 - | 2003 UJ267               | 16 ottobre 2003   | LONEOS                      |
| 338776 - | 2003 UZ269               | 24 ottobre 2003   | Bickel, W.                  |
| 338777 - | 2003 US271               | 28 ottobre 2003   | LINEAR                      |
| 338778 - | 2003 UK272               | 29 ottobre 2003   | Spacewatch                  |
| 338779 - | 2003 UQ280               | 27 ottobre 2003   | LINEAR                      |
| 338780 - | 2003 UG286               | 22 ottobre 2003   | Buie, M. W.                 |
| 338781 - | 2003 UU293               | 18 ottobre 2003   | LINEAR                      |
| 338782 - | 2003 UA296               | 16 ottobre 2003   | Spacewatch                  |
| 338783 - | 2003 UF298               | 16 ottobre 2003   | Spacewatch                  |
| 338784 - | 2003 UL298               | 16 ottobre 2003   | Spacewatch                  |
| 338785 - | 2003 UA300               | 27 settembre 2003 | Spacewatch                  |
| 338786 - | 2003 UY305               | 18 ottobre 2003   | Spacewatch                  |
| 338787 - | 2003 UO306               | 18 ottobre 2003   | Spacewatch                  |
| 338788 - | 2003 UO308               | 19 ottobre 2003   | Spacewatch                  |
| 338789 - | 2003 UZ316               | 18 ottobre 2003   | Sloan Digital Sky Survey    |
| 338790 - | 2003 UV317               | 18 ottobre 2003   | Sloan Digital Sky Survey    |
| 338791 - | 2003 UD332               | 18 ottobre 2003   | Sloan Digital Sky Survey    |
| 338792 - | 2003 UP338               | 18 ottobre 2003   | Spacewatch                  |
| 338793 - | 2003 UH344               | 19 ottobre 2003   | Sloan Digital Sky Survey    |
| 338794 - | 2003 UD348               | 19 ottobre 2003   | Sloan Digital Sky Survey    |
| 338795 - | 2003 US349               | 19 ottobre 2003   | Sloan Digital Sky Survey    |
| 338796 - | 2003 UH351               | 19 ottobre 2003   | Spacewatch                  |
| 338797 - | 2003 UK375               | 22 ottobre 2003   | Sloan Digital Sky Survey    |
| 338798 - | 2003 UV378               | 22 ottobre 2003   | Sloan Digital Sky Survey    |
| 338799 - | 2003 UW391               | 22 ottobre 2003   | Sloan Digital Sky Survey    |
| 338800 - | 2003 UM400               | 23 ottobre 2003   | Sloan Digital Sky Survey    |

## 338801-338900
| Nome     | Designazione provvisoria | Data di scoperta | Scopritore               |
| -------- | ------------------------ | ---------------- | ------------------------ |
| 338801 - | 2003 UE401               | 23 ottobre 2003  | Sloan Digital Sky Survey |
| 338802 - | 2003 UZ401               | 23 ottobre 2003  | Sloan Digital Sky Survey |
| 338803 - | 2003 UR414               | 16 ottobre 2003  | LONEOS                   |
| 338804 - | 2003 VX5                 | 15 novembre 2003 | Spacewatch               |
| 338805 - | 2003 VA9                 | 15 novembre 2003 | Spacewatch               |
| 338806 - | 2003 WE9                 | 16 novembre 2003 | Spacewatch               |
| 338807 - | 2003 WM9                 | 18 novembre 2003 | Spacewatch               |
| 338808 - | 2003 WZ12                | 19 novembre 2003 | LINEAR                   |
| 338809 - | 2003 WT14                | 16 novembre 2003 | Spacewatch               |
| 338810 - | 2003 WV15                | 16 novembre 2003 | Spacewatch               |
| 338811 - | 2003 WH17                | 18 novembre 2003 | NEAT                     |
| 338812 - | 2003 WU18                | 19 novembre 2003 | LINEAR                   |
| 338813 - | 2003 WB38                | 19 novembre 2003 | LINEAR                   |
| 338814 - | 2003 WM40                | 19 novembre 2003 | Spacewatch               |
| 338815 - | 2003 WL52                | 20 novembre 2003 | Spacewatch               |
| 338816 - | 2003 WK60                | 18 novembre 2003 | NEAT                     |
| 338817 - | 2003 WG61                | 19 novembre 2003 | Spacewatch               |
| 338818 - | 2003 WX65                | 19 novembre 2003 | Spacewatch               |
| 338819 - | 2003 WO69                | 19 novembre 2003 | Spacewatch               |
| 338820 - | 2003 WU71                | 20 novembre 2003 | LINEAR                   |
| 338821 - | 2003 WM74                | 20 novembre 2003 | LINEAR                   |
| 338822 - | 2003 WK77                | 19 novembre 2003 | Spacewatch               |
| 338823 - | 2003 WC79                | 20 novembre 2003 | LINEAR                   |
| 338824 - | 2003 WJ82                | 19 novembre 2003 | NEAT                     |
| 338825 - | 2003 WK82                | 19 novembre 2003 | NEAT                     |
| 338826 - | 2003 WN86                | 21 novembre 2003 | LINEAR                   |
| 338827 - | 2003 WS89                | 16 novembre 2003 | Spacewatch               |
| 338828 - | 2003 WV95                | 19 novembre 2003 | LONEOS                   |
| 338829 - | 2003 WR99                | 20 novembre 2003 | LINEAR                   |
| 338830 - | 2003 WV106               | 22 novembre 2003 | Spacewatch               |
| 338831 - | 2003 WJ107               | 23 novembre 2003 | Spacewatch               |
| 338832 - | 2003 WK107               | 23 novembre 2003 | Spacewatch               |
| 338833 - | 2003 WF111               | 20 novembre 2003 | LINEAR                   |
| 338834 - | 2003 WK122               | 20 novembre 2003 | Spacewatch               |
| 338835 - | 2003 WV127               | 20 novembre 2003 | LINEAR                   |
| 338836 - | 2003 WE143               | 23 novembre 2003 | LINEAR                   |
| 338837 - | 2003 WJ149               | 24 novembre 2003 | NEAT                     |
| 338838 - | 2003 WD152               | 26 novembre 2003 | Spacewatch               |
| 338839 - | 2003 WN152               | 25 novembre 2003 | McClusky, J. V.          |
| 338840 - | 2003 WG163               | 30 novembre 2003 | Spacewatch               |
| 338841 - | 2003 WV164               | 30 novembre 2003 | Spacewatch               |
| 338842 - | 2003 XE1                 | 1º dicembre 2003 | Spacewatch               |
| 338843 - | 2003 XH2                 | 1º dicembre 2003 | LINEAR                   |
| 338844 - | 2003 XX5                 | 3 dicembre 2003  | LINEAR                   |
| 338845 - | 2003 XW7                 | 3 dicembre 2003  | LINEAR                   |
| 338846 - | 2003 XD9                 | 4 dicembre 2003  | LINEAR                   |
| 338847 - | 2003 XZ21                | 14 dicembre 2003 | NEAT                     |
| 338848 - | 2003 XD26                | 1º dicembre 2003 | LINEAR                   |
| 338849 - | 2003 XX28                | 1º dicembre 2003 | Spacewatch               |
| 338850 - | 2003 XS33                | 1º dicembre 2003 | Spacewatch               |
| 338851 - | 2003 YD                  | 16 dicembre 2003 | LINEAR                   |
| 338852 - | 2003 YU6                 | 17 dicembre 2003 | LINEAR                   |
| 338853 - | 2003 YH21                | 17 dicembre 2003 | Spacewatch               |
| 338854 - | 2003 YB22                | 18 dicembre 2003 | LINEAR                   |
| 338855 - | 2003 YL23                | 17 dicembre 2003 | LINEAR                   |
| 338856 - | 2003 YJ25                | 18 dicembre 2003 | LINEAR                   |
| 338857 - | 2003 YE30                | 18 dicembre 2003 | Spacewatch               |
| 338858 - | 2003 YP40                | 19 dicembre 2003 | Spacewatch               |
| 338859 - | 2003 YL97                | 19 dicembre 2003 | LINEAR                   |
| 338860 - | 2003 YN105               | 22 dicembre 2003 | LINEAR                   |
| 338861 - | 2003 YH116               | 22 dicembre 2003 | LINEAR                   |
| 338862 - | 2003 YO130               | 28 dicembre 2003 | LINEAR                   |
| 338863 - | 2003 YX136               | 27 dicembre 2003 | LINEAR                   |
| 338864 - | 2003 YY138               | 27 dicembre 2003 | Spacewatch               |
| 338865 - | 2003 YQ139               | 28 dicembre 2003 | LINEAR                   |
| 338866 - | 2003 YR158               | 17 dicembre 2003 | LONEOS                   |
| 338867 - | 2003 YT174               | 19 dicembre 2003 | Spacewatch               |
| 338868 - | 2004 AD6                 | 14 gennaio 2004  | NEAT                     |
| 338869 - | 2004 AA8                 | 13 gennaio 2004  | NEAT                     |
| 338870 - | 2004 AA23                | 15 gennaio 2004  | Spacewatch               |
| 338871 - | 2004 BQ9                 | 16 gennaio 2004  | NEAT                     |
| 338872 - | 2004 BB10                | 16 gennaio 2004  | NEAT                     |
| 338873 - | 2004 BT12                | 17 gennaio 2004  | NEAT                     |
| 338874 - | 2004 BE18                | 18 gennaio 2004  | NEAT                     |
| 338875 - | 2004 BM50                | 21 gennaio 2004  | LINEAR                   |
| 338876 - | 2004 BB57                | 23 gennaio 2004  | LINEAR                   |
| 338877 - | 2004 BM58                | 23 gennaio 2004  | LINEAR                   |
| 338878 - | 2004 BF63                | 22 gennaio 2004  | LINEAR                   |
| 338879 - | 2004 BR79                | 23 gennaio 2004  | LINEAR                   |
| 338880 - | 2004 BR90                | 24 gennaio 2004  | LINEAR                   |
| 338881 - | 2004 BM99                | 27 gennaio 2004  | Spacewatch               |
| 338882 - | 2004 BY100               | 28 gennaio 2004  | Spacewatch               |
| 338883 - | 2004 BM115               | 30 gennaio 2004  | Spacewatch               |
| 338884 - | 2004 BW117               | 29 gennaio 2004  | LINEAR                   |
| 338885 - | 2004 BE137               | 19 gennaio 2004  | Spacewatch               |
| 338886 - | 2004 BY140               | 19 gennaio 2004  | Spacewatch               |
| 338887 - | 2004 BU144               | 19 gennaio 2004  | Spacewatch               |
| 338888 - | 2004 BC150               | 17 gennaio 2004  | NEAT                     |
| 338889 - | 2004 BV151               | 18 gennaio 2004  | Spacewatch               |
| 338890 - | 2004 CS3                 | 10 febbraio 2004 | NEAT                     |
| 338891 - | 2004 CW5                 | 10 febbraio 2004 | CSS                      |
| 338892 - | 2004 CB16                | 11 febbraio 2004 | Spacewatch               |
| 338893 - | 2004 CJ27                | 11 febbraio 2004 | NEAT                     |
| 338894 - | 2004 CP27                | 12 febbraio 2004 | Spacewatch               |
| 338895 - | 2004 CD48                | 14 febbraio 2004 | NEAT                     |
| 338896 - | 2004 CJ50                | 13 febbraio 2004 | NEAT                     |
| 338897 - | 2004 CW54                | 11 febbraio 2004 | NEAT                     |
| 338898 - | 2004 CT75                | 11 febbraio 2004 | NEAT                     |
| 338899 - | 2004 CF93                | 15 febbraio 2004 | LINEAR                   |
| 338900 - | 2004 CS93                | 11 febbraio 2004 | Spacewatch               |

## 338901-339000
| Nome     | Designazione provvisoria | Data di scoperta | Scopritore           |
| -------- | ------------------------ | ---------------- | -------------------- |
| 338901 - | 2004 CP99                | 15 febbraio 2004 | CSS                  |
| 338902 - | 2004 CH100               | 15 febbraio 2004 | CSS                  |
| 338903 - | 2004 CX128               | 14 febbraio 2004 | Spacewatch           |
| 338904 - | 2004 DN1                 | 16 febbraio 2004 | LINEAR               |
| 338905 - | 2004 DB10                | 17 febbraio 2004 | Spacewatch           |
| 338906 - | 2004 DL26                | 16 febbraio 2004 | Spacewatch           |
| 338907 - | 2004 DJ27                | 16 febbraio 2004 | Spacewatch           |
| 338908 - | 2004 DH33                | 18 febbraio 2004 | LINEAR               |
| 338909 - | 2004 DM35                | 19 febbraio 2004 | LINEAR               |
| 338910 - | 2004 DW38                | 22 febbraio 2004 | Spacewatch           |
| 338911 - | 2004 DE45                | 17 febbraio 2004 | NEAT                 |
| 338912 - | 2004 DJ56                | 22 febbraio 2004 | Spacewatch           |
| 338913 - | 2004 DS56                | 22 febbraio 2004 | Spacewatch           |
| 338914 - | 2004 DU56                | 22 febbraio 2004 | Spacewatch           |
| 338915 - | 2004 DM66                | 26 febbraio 2004 | Buie, M. W.          |
| 338916 - | 2004 ED1                 | 14 marzo 2004    | LINEAR               |
| 338917 - | 2004 EN2                 | 13 marzo 2004    | NEAT                 |
| 338918 - | 2004 EO3                 | 10 marzo 2004    | NEAT                 |
| 338919 - | 2004 ES4                 | 11 marzo 2004    | NEAT                 |
| 338920 - | 2004 EU8                 | 13 marzo 2004    | NEAT                 |
| 338921 - | 2004 EQ12                | 11 marzo 2004    | NEAT                 |
| 338922 - | 2004 EJ13                | 11 marzo 2004    | NEAT                 |
| 338923 - | 2004 EK13                | 11 marzo 2004    | NEAT                 |
| 338924 - | 2004 EO19                | 14 marzo 2004    | Spacewatch           |
| 338925 - | 2004 EZ27                | 15 marzo 2004    | Spacewatch           |
| 338926 - | 2004 EL35                | 12 marzo 2004    | NEAT                 |
| 338927 - | 2004 EO36                | 13 marzo 2004    | NEAT                 |
| 338928 - | 2004 EJ39                | 15 marzo 2004    | Spacewatch           |
| 338929 - | 2004 EM40                | 15 marzo 2004    | Spacewatch           |
| 338930 - | 2004 ED41                | 15 marzo 2004    | CSS                  |
| 338931 - | 2004 EU41                | 15 marzo 2004    | LINEAR               |
| 338932 - | 2004 EH42                | 15 marzo 2004    | CSS                  |
| 338933 - | 2004 EY46                | 15 marzo 2004    | Spacewatch           |
| 338934 - | 2004 EU48                | 15 marzo 2004    | CSS                  |
| 338935 - | 2004 EY52                | 15 marzo 2004    | LINEAR               |
| 338936 - | 2004 EG53                | 15 marzo 2004    | LINEAR               |
| 338937 - | 2004 EQ53                | 15 marzo 2004    | LINEAR               |
| 338938 - | 2004 EF59                | 15 marzo 2004    | LINEAR               |
| 338939 - | 2004 EN60                | 11 marzo 2004    | NEAT                 |
| 338940 - | 2004 EU61                | 12 marzo 2004    | NEAT                 |
| 338941 - | 2004 EJ63                | 13 marzo 2004    | NEAT                 |
| 338942 - | 2004 EC64                | 14 marzo 2004    | LINEAR               |
| 338943 - | 2004 EL64                | 14 marzo 2004    | Spacewatch           |
| 338944 - | 2004 ER66                | 14 marzo 2004    | NEAT                 |
| 338945 - | 2004 EL69                | 15 marzo 2004    | LINEAR               |
| 338946 - | 2004 ET70                | 15 marzo 2004    | Spacewatch           |
| 338947 - | 2004 EN74                | 13 marzo 2004    | NEAT                 |
| 338948 - | 2004 ER75                | 14 marzo 2004    | Spacewatch           |
| 338949 - | 2004 EW75                | 15 marzo 2004    | Spacewatch           |
| 338950 - | 2004 EA76                | 15 marzo 2004    | Spacewatch           |
| 338951 - | 2004 EQ85                | 15 marzo 2004    | LINEAR               |
| 338952 - | 2004 EL88                | 14 marzo 2004    | Spacewatch           |
| 338953 - | 2004 EL101               | 15 marzo 2004    | Spacewatch           |
| 338954 - | 2004 ED104               | 15 marzo 2004    | Spacewatch           |
| 338955 - | 2004 EM111               | 15 marzo 2004    | Spacewatch           |
| 338956 - | 2004 ET112               | 15 marzo 2004    | Spacewatch           |
| 338957 - | 2004 EH113               | 15 marzo 2004    | Spacewatch           |
| 338958 - | 2004 EU113               | 26 luglio 1995   | Spacewatch           |
| 338959 - | 2004 FO6                 | 16 marzo 2004    | Spacewatch           |
| 338960 - | 2004 FH18                | 15 marzo 2004    | Spacewatch           |
| 338961 - | 2004 FB20                | 16 marzo 2004    | LINEAR               |
| 338962 - | 2004 FC23                | 17 marzo 2004    | Spacewatch           |
| 338963 - | 2004 FC26                | 17 marzo 2004    | LINEAR               |
| 338964 - | 2004 FX33                | 16 marzo 2004    | LINEAR               |
| 338965 - | 2004 FG41                | 18 marzo 2004    | LINEAR               |
| 338966 - | 2004 FU42                | 18 marzo 2004    | LINEAR               |
| 338967 - | 2004 FK46                | 17 marzo 2004    | Spacewatch           |
| 338968 - | 2004 FA50                | 18 marzo 2004    | LINEAR               |
| 338969 - | 2004 FR53                | 17 marzo 2004    | Spacewatch           |
| 338970 - | 2004 FF54                | 18 marzo 2004    | LINEAR               |
| 338971 - | 2004 FQ56                | 16 marzo 2004    | Spacewatch           |
| 338972 - | 2004 FG65                | 19 marzo 2004    | LINEAR               |
| 338973 - | 2004 FN74                | 17 marzo 2004    | Spacewatch           |
| 338974 - | 2004 FN77                | 18 marzo 2004    | LINEAR               |
| 338975 - | 2004 FS84                | 18 marzo 2004    | LINEAR               |
| 338976 - | 2004 FC89                | 20 marzo 2004    | Spacewatch           |
| 338977 - | 2004 FW101               | 24 marzo 2004    | LONEOS               |
| 338978 - | 2004 FT104               | 23 marzo 2004    | LINEAR               |
| 338979 - | 2004 FC105               | 23 marzo 2004    | Spacewatch           |
| 338980 - | 2004 FZ111               | 26 marzo 2004    | Spacewatch           |
| 338981 - | 2004 FM112               | 26 marzo 2004    | Spacewatch           |
| 338982 - | 2004 FV112               | 26 marzo 2004    | Spacewatch           |
| 338983 - | 2004 FV126               | 27 marzo 2004    | LINEAR               |
| 338984 - | 2004 FF128               | 27 marzo 2004    | LINEAR               |
| 338985 - | 2004 FQ130               | 22 marzo 2004    | LONEOS               |
| 338986 - | 2004 FE135               | 27 marzo 2004    | LINEAR               |
| 338987 - | 2004 FZ136               | 28 marzo 2004    | LINEAR               |
| 338988 - | 2004 FU142               | 27 marzo 2004    | CSS                  |
| 338989 - | 2004 FO145               | 30 marzo 2004    | Spacewatch           |
| 338990 - | 2004 GS                  | 9 aprile 2004    | Siding Spring Survey |
| 338991 - | 2004 GC3                 | 9 aprile 2004    | Siding Spring Survey |
| 338992 - | 2004 GN5                 | 11 aprile 2004   | NEAT                 |
| 338993 - | 2004 GK8                 | 12 aprile 2004   | Spacewatch           |
| 338994 - | 2004 GH12                | 9 aprile 2004    | Siding Spring Survey |
| 338995 - | 2004 GU15                | 9 aprile 2004    | NEAT                 |
| 338996 - | 2004 GQ28                | 12 aprile 2004   | Spacewatch           |
| 338997 - | 2004 GO30                | 12 aprile 2004   | Spacewatch           |
| 338998 - | 2004 GD31                | 13 aprile 2004   | NEAT                 |
| 338999 - | 2004 GF32                | 12 aprile 2004   | Spacewatch           |
| 339000 - | 2004 GK38                | 15 aprile 2004   | CSS                  |